# Leszek Lisowski
Leszek Lisowski (ur. 21 lipca 1964) – polski judoka.
Były zawodnik klubów: KS Arkonia Szczecin (1981–1983), UKS-GKJ Głogów (1997–2002). Dwukrotny brązowy medalista mistrzostw Polski seniorów: 1983 w kategorii do 86 kg oraz 1997 w kategorii do 95 kg. Uczestnik mistrzostw świata seniorów 1983 oraz mistrzostw Europy juniorów 1981 – 5 miejsce.
Założyciel Akademii Judo Szczecin. Ojciec judoków: Tomasza Lisowskiego i Marka Lisowskiego.